# Popadija
Popadija (mazedonisch Попадија, alte Schreibweise bis 1945 Попадия) ist ein Dorf im zentralen Teil Nordmazedoniens, das zur Gemeinde Čaška gehört. Die nächstgelegene Stadt ist Veles.

## Geographie
Popadija liegt etwa 30  Kilometer südlich von Veles. Das Dorf befindet sich in der historischen Landschaft Klepa. Die Nachbardörfer von Popadija sind Vladilovci, Krnino und Fariš. Das Dorf grenzt an die Tikveš-Region.

## Geschichte

Popadija in der Gemeinde Čaška

Laut der Statistik des Ethnographen Wassil Kantschow zählte Stepanci Ende des 19. Jahrhunderts 550 Einwohner, welche allesamt als christliche Bulgaren klassifiziert wurden.
Nach den Statistiken des Sekretärs des bulgarischen Exarchats Dimitar Mischew („La Macédoine et sa Population Chrétienne“) im Jahr 1905 lebten in Popadija 640 bulgarische Exarchisten.
Im Zuge des Balkankrieges meldeten sich drei Dorfbewohner freiwillig zur Makedonisch-Adrianopeler Landwehr, einem Freiwilligenverband der bulgarischen Armee.
1927 führte der deutsche Forscher Leonhard Schultze Smilovci auf seiner Karte Mazedoniens auf und ordnete es als ein bulgarisch-christliches Dorf ein.
Laut der letzten Volkszählung von 2002 hatte Popadija keine Einwohner zu verzeichnen.

## Persönlichkeiten

### Geboren in Popadija
- Arso Popzwetkow, bulgarischer Revolutionär der WMORO, Leiter eines lokalen Komitees, in Prilep von Serben getötet
- Welko Apostolow Popadijski (1877–1908), bulgarischer Revolutionär der WMORO
- Nikola (Koljo) Lazow, bulgarischer Revolutionär der WMORO, Tschetnik von Pantscho Konstantinow und Iwan Naumow-Aljabaka[6]

### Gestorben in Popadija
- Dimitar Tenew Schiwarow, bulgarischer Militär, Podporutschnik, im Ersten Weltkrieg gefallen
- Krsto aus Barešani, WMORO-Aktivist, starb 1902 in Popadija[7]
- Christo aus Vaštarani, WMORO-Aktivist, starb bei Popadija[8]